# Szafranka złotogłowa
Szafranka złotogłowa (Sicalis flaveola) – gatunek małego ptaka z rodziny tanagrowatych (Thraupidae). Występuje w Ameryce Południowej. Nie jest zagrożony wyginięciem.

## Występowanie
Zasięg obejmuje znaczną część Ameryki Południowej – od Kolumbii po północną Argentynę, ale bez Amazonii. Celowo sprowadzona na Jamajkę w 1823 roku. Ponadto introdukowana na Hawaje i Portoryko.
Preferuje siedliska nizinne otwarte lub lekko zalesione. Spotykana do wysokości 2000 m n.p.m.

## Podgatunki
Wyróżniono pięć podgatunków S. flaveola:
- S. f. flaveola (Linnaeus, 1766) – szafranka złotogłowa[4] – Trynidad, Kolumbia, Wenezuela i region Gujana
- S. f. valida Bangs & T. E. Penard, 1921 – Ekwador i północno-zachodnie Peru
- S. f. brasiliensis (J. F. Gmelin, 1789) – wschodnia Brazylia
- S. f. pelzelni P. L. Sclater, 1872 – szafranka złotoczelna[4] – wschodnia Boliwia, Paragwaj, południowo-wschodnia Brazylia, północna Argentyna i Urugwaj
- S. f. koenigi G. Hoy, 1978 – północno-zachodnia Argentyna

Podgatunki tworzą dwie grupy mocno różniące się upierzeniem samic i osobników młodocianych, w mniejszym stopniu samców: grupę flaveola (obejmującą podgatunek nominatywny i valida) oraz grupę pelzelni (pelzelni, brasiliensis i koenigi). Grupa pelzelni jest niekiedy wyodrębniana do osobnego gatunku; ponadto charakteryzuje ją silny dymorfizm płciowy, w przeciwieństwie do grupy flaveola.

## Morfologia
Długość ciała wynosi 15 cm. Samiec ma żółtą głowę i pomarańczowe ciemię. Pierś żółtozielona. Spód ciała żółty. Wierzch oliwkowy, tak samo jak skrzydła. Lotki czarne lub ciemnobrązowe. Ogon oliwkowy, na końcach czarny. Nogi kremowe. Samica bardzo podobna. Pióra są bardziej matowe, zwłaszcza pióra żółte. Młode mają smugowany wierzch ciała. Spód ciała biały, podobnie jak pierś.

## Status
IUCN uznaje szafrankę złotogłową za gatunek najmniejszej troski (LC, Least Concern) nieprzerwanie od 1988 roku. Liczebność światowej populacji nie została oszacowana, ale ptak ten opisywany jest jako pospolity. Ze względu na brak dowodów na spadki liczebności bądź istotne zagrożenia dla gatunku BirdLife International ocenia trend liczebności populacji jako prawdopodobnie stabilny.